# Heißverstemmen
Heißverstemmen, seltener als Warmverstemmen bezeichnet, gehört zu den Fertigungsverfahren, die dauerhafte formschlüssige, kraftschlüssige und teilweise darüber hinaus stoffschlüssige Verbindungen schaffen. In der praktischen Anwendung stellt es eine Alternative zum Kleben, Nageln, Nieten und Schrauben dar.

## Verfahrenstheorie und Anwendung
Um Kunststoffträger mit beispielsweise Leiterplatten oder Metallkomponenten zu verbinden, werden unter Anwendung von Kraft und Wärme Kunststoffdome, auch Nietköpfe genannt, geschmolzen und umgeformt. Es können thermoplastische Kunststoffe wie zum Beispiel PA, PBT, PC, PE, POM und PP heißverstemmt werden. Neben dem Fixieren der Bauteile zueinander ermöglicht diese Verbindungstechnik zudem die Übertragung von Kräften und/oder Drehmomenten zwischen den Einzelteilen.
Heißverstemmen wird unter anderem in der Automobilindustrie, Elektroindustrie sowie in der Medizintechnik eingesetzt.
Bei anderen Werkstoffen als Kunststoff existieren verwandte Verfahren. Für den Werkstoff Glas ist beispielsweise die angepasste Glas-Metall-Verbindung eine etablierte Technik.

## Verfahrensalternativen
Es existieren zwei allgemeine Verfahrensalternativen:
- Einerseits das klassische Heißverstemmen mit einem Stempel, der entweder vor oder während der Berührung mit dem Produkt erhitzt wird. Neben der Wärmezuführung erfolgt auch die Krafteinwirkung auf das Werkstück über den Werkzeugstempel.[3] Je nach Beschaffenheit und Formgebung kann der Stempel in weniger als 0,5 s erhitzt werden. Damit keine Kunststoffschmelze am Stempel anhaftet, kommt eine anti-adhesive Oberflächenbeschichtung zum Einsatz.[4]

- Andererseits das berührungslose Heißverstemmen, welches das Laserheißverstemmen sowie das Infrarotheißverstemmen beinhaltet. Beim Laserheißverstemmen wird die Laserstrahlung an der Oberfläche des Kunststoffdoms absorbiert, wobei sie sich bis zur lokalen Plasitifizierung erhitzt. Unter Einwirkung einer Anpresskraft wird eine dauerhafte formschlüssige Verbindung geschaffen.[1] Dieses Verfahren ist somit vergleichbar mit dem Laser-Kunststoffschweißen und vereint dessen Eigenschaften mit denen der Niettechnik.[5] Es ist besonders für die automatisierte Fertigung geeignet.[2] Ähnlich funktioniert das Infrarotheißverstemmen, bei dem anstelle eines Lasers Infrarotstrahlung eingesetzt wird.[6]